# Ferrovia Circumetnea
A Ferrovia Circumetnea (FCE), más néven Circumetnea, egy szicíliai regionális tömegközlekedési vállalat, amely 950 mm-es keskeny nyomtávolságú vasútvonalat üzemeltet az Etna körül. Szicília korábban kiterjedt FS keskeny nyomtávú vasúthálózatának teljes bezárását követően ez az utolsó megmaradt keskeny nyomtávú vasút a szigeten.

## Története
Az FCE ötlete 1880-ban, a szicíliai vasúthálózat építése során fogalmazódott meg. Számos Etna környéki település kérésére 1883. december 31-én állami rendelettel konzorciumot hoztak létre az FCE megépítésére, amelyben Catania tartomány, a Cataniai Kereskedelmi Kamara és Riposto, Giarre, Mascali, Piedimonte Etneo, Linguaglossa, Castiglione di Sicilia, Randazzo, Maletto, Bronte, Adrano, Biancavilla, Santa Maria di Licodia, Paternò, Belpasso és Misterbianco települések működtek együtt.
Robert Trewhella brit befektető ezután tette meg a döntő lépést a pontos útvonallal kapcsolatos lappangó nézeteltérések feloldása és a Circum megvalósítása felé, amikor 1885. szeptember 11-én kompromisszumot kötött a konzorciummal. Megígérte, hogy megtervezi, megépíti és felszereli a vonalat. Cserébe megkapta a leendő vonal kizárólagos használati jogát. Az építési munkálatok végül 1889-ben kezdődtek meg, és az első, Catania Borgo és Adrano közötti szakaszt 1895. február 2-án adták át.
Bár az FCE-nek sokáig sikerült ellenállnia a földrengések és az Etna kitörései által okozott rendszeres károknak, nem sokkal a második világháború vége után a bombakárok miatt, amelyek költséges javításokat igényeltek, pénzügyi nehézségekbe került, és végül az állam vette át. Az FCE 1999 óta üzemelteti az első metróvonalat Cataniában.
A Catania Borgo - Paternò szakaszon 2024 júniusától már nem közlekedik menetrend szerinti vasúti járat. Hosszú távon a metrót Paternòig (vagy Adranóig) kívánják meghosszabbítani.

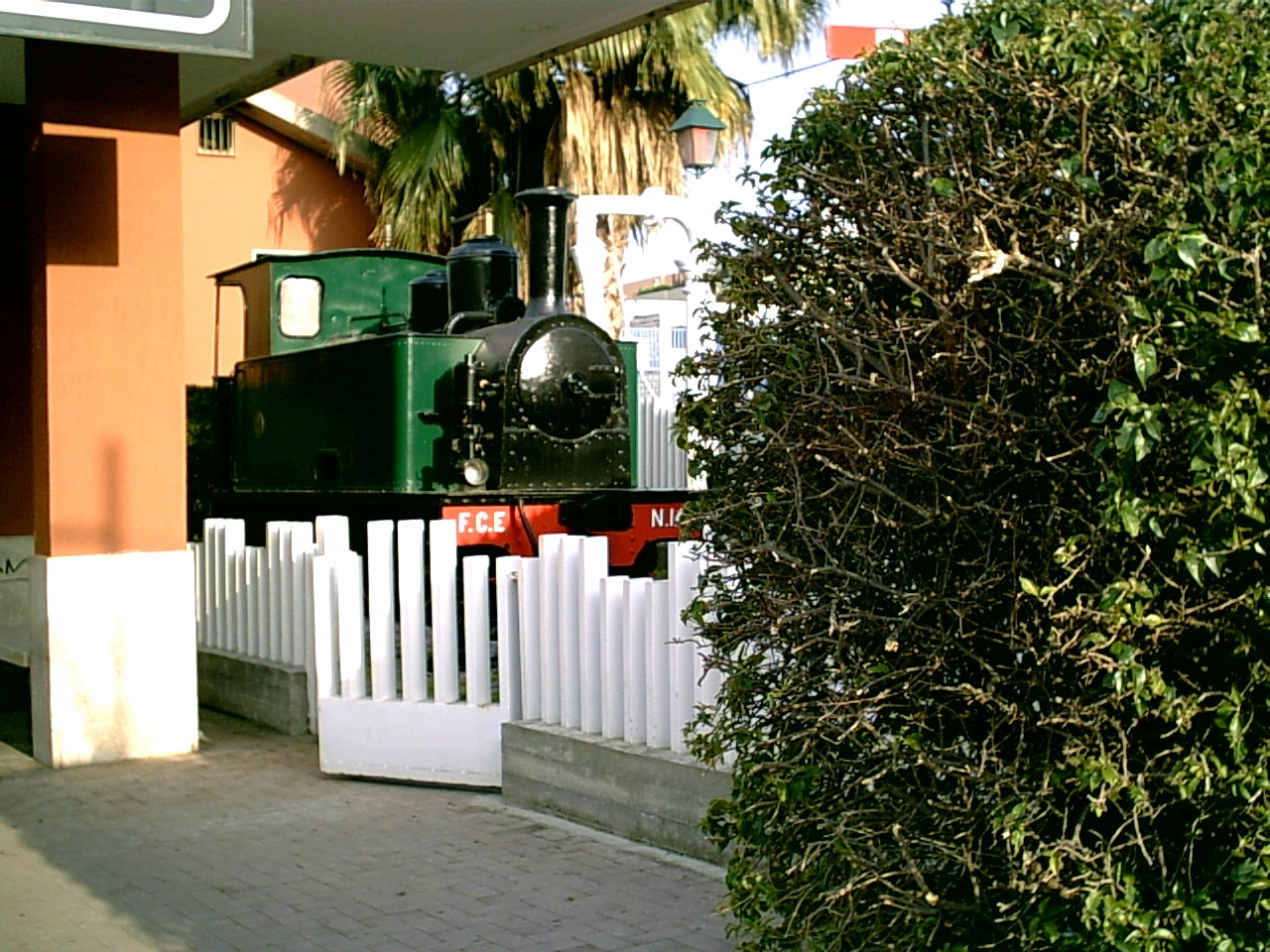
A 14-es mozdony Catania Borgóban
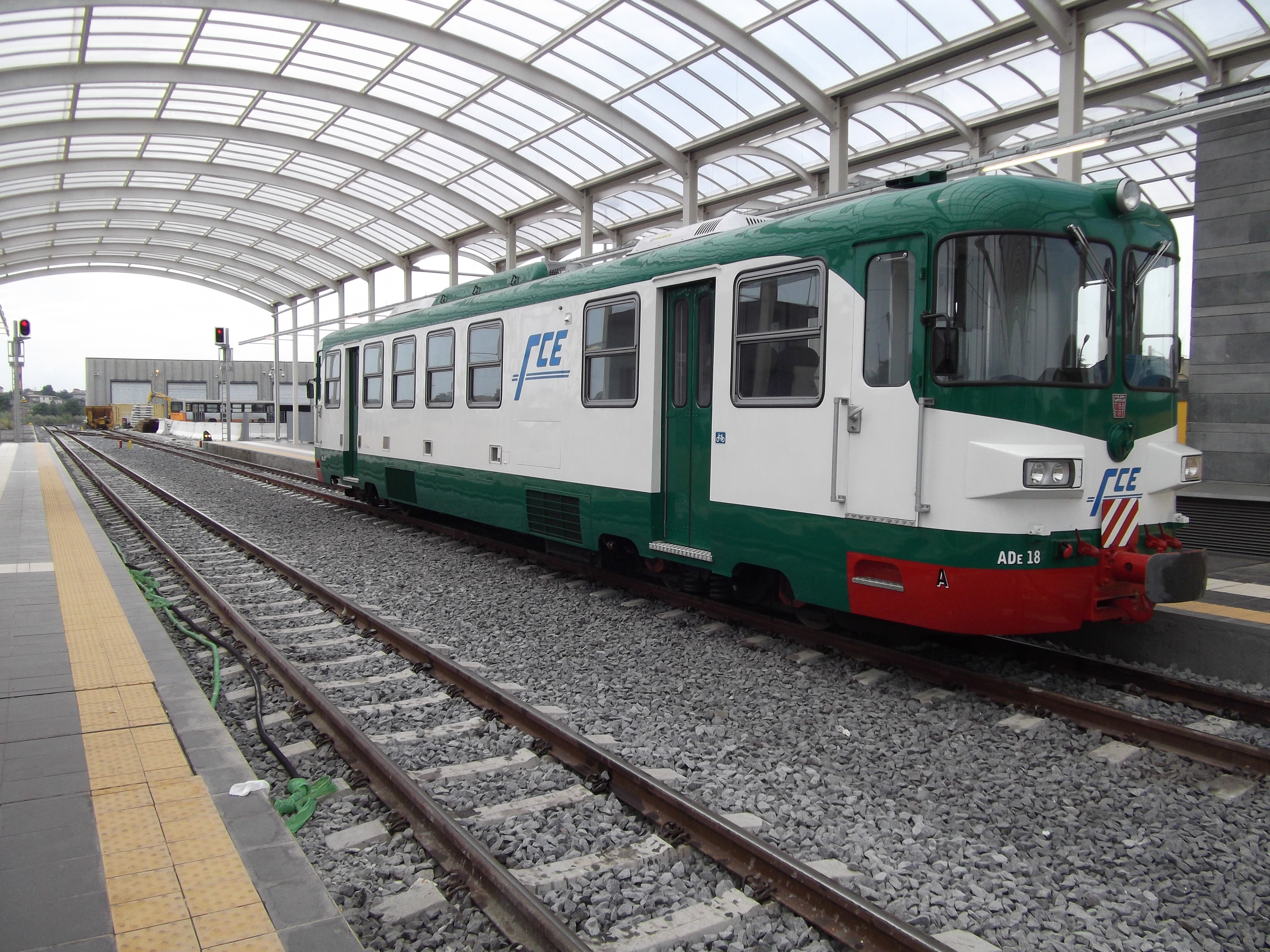
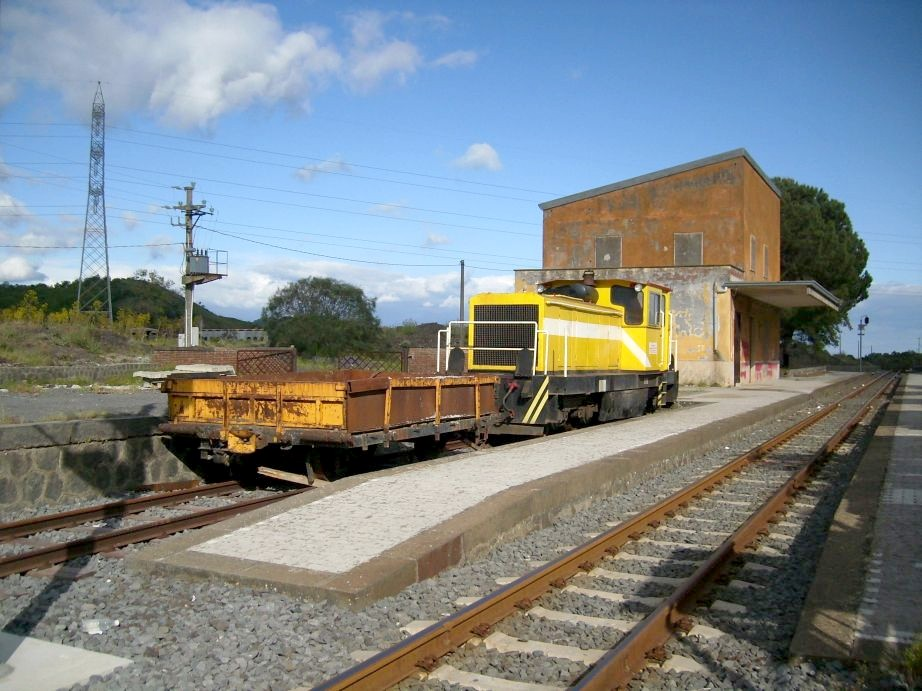
Dízelmozdony Cerroban

## Az FCE napjainkban
A Catania Borgo és Giarre-Riposto közötti eredeti FCE-vonalon közlekedő vonatot Szicíliában Littorinának hívják, amely Olaszországban széles körben használt elnevezés a belső égésű motorral hajtott vasúti kocsikra. Eredetileg a vasútvonal a jelenlegi végállomásán, Borgón túl Catania kikötőjéig terjedt. Ezt a vonalszakaszt 1999-ben az újonnan megnyitott cataniai földalatti vasút váltotta fel. A Catania-Borgo - Paterno vonalszakaszt 2024 közepe óta már nem üzemeltetik, mivel a vonalat átépítik a cataniai metró számára. Az FCE-n nincsenek olyan vonatjáratok, amelyek a teljes útvonalon közlekednek. A vonatjáratokat Randazzónál általában megszakítják. A Riposto - Paterno szakaszon már csak nagyon ritkán közlekednek, egy-egy köztes járat közlekedik Riposto és Adrano Nord között, valamint Adrano Nord és Paterno között. Randazzo és Riposto között naponta csak néhány vonatjárat közlekedik, ezek többsége iskolai szállítás. Az FCE speciális turisztikai szolgáltatásokat is kínál.
A vasútvonalon kívül az FCE több regionális és városi buszjáratot is üzemeltet Catania nagy körzetében.